# 葉士瑛
葉士瑛（1608年—1634年），字潜之（一作字潜芝），號瀛洲，南直隶安庆府桐城县人。明末政治人物。

## 生平
南京吏部侍郎葉燦第三子。崇祯六年（1633年）癸酉科应天府乡试舉人，榜名葉嘉徵。崇禎七年（1634年）联捷甲戌科进士，都察院观政，早卒。

## 家族
曾祖葉弈，诰赠礼部侍郎；祖葉應和，诰赠礼部侍郎；父葉燦，萬曆癸丑进士，官南京吏部侍郎。兄叶士璋，字允男，以父蔭仕至户部郎中。

## 著作
著有《斐园初集》、《何家稿》、《一家言》等。